# Філіп Едуард Леон ван Тігем
Філіп Едуард Леон ван Тігем (фр. Philippe Édouard Léon Van Tieghem, 19 квітня 1839 — 28 квітня 1914) — французький ботанік. Він був одним із найбільш відомих французьких ботаніків дев’ятнадцятого століття.

## Біографія
Батько ван Тігема помер від жовтої лихоманки на Мартиніці ще до його народження, а його мати незадовго після цього. Один із п'яти дітей, він отримав ступінь бакалавра у 1856 році та продовжив навчання у Вищій нормальній школі Парижу. Після отримання диплому агреже ван Тігем працював у лабораторії Луї Пастера. Тут він проводив дослідження з вирощування грибів. Йому приписують створення «клітини Ван Тігема», пристрою, встановленого на предметному склі мікроскопа, який дозволяє спостерігати за розвитком міцелію гриба.
У 1864 році він отримав ступінь доктора фізичних наук за дисертацію під назвою Recherches sur la fermentation de l'urée et de l'acide hippurique («Дослідження процесів бродіння сечовини та гіпурової кислоти»), а через два роки отримав ступінь доктора природничої історії. З 1873 по 1886 рік він викладав у «École Centrale Paris», а з 1878 по 1914 рік був професором Національного музею природознавства у Парижі. Протягом цього періоду (1899–1914) він також був викладачем «Агрономічного інституту» в Парижі. У 1871 році ван Тігем став членом «Паризького філоматичного товариства». У 1874 році він переклав з німецької на французьку третє видання підручника Юліуса фон Сакса 'Lehrbuch der Botanik під назвою Traité de botanique conforme à l'état présent de la science.. Власний ван Тігема «Ботанічний трактат» (Traité de botanique) з’явився у 1884 році, в якому він виклав свою схему таксономічної класифікації. У 1876 році він був першим, хто описав бластомікоз, грибкову інфекцію, яка також відома як «хвороба Гілкріста», названа на честь Томаса Каспера Гілкріста (1862–1927), який у 1896 році опублікував трактат про цю хворобу. У 1876 році він став членом Французької академії наук. Ван Тігем багато писав про родину Loranthaceae, причому значна частина його таксономічних праць збереглася до наших днів. Ван Тігем помер у Парижі у 1914 році.

## Почесті
На його честь було названо декілька таксонів. 
У 1890 році ботанік Жан П'єр опублікував назву роду "Tieghemella" родини Sapotaceae.
Згодом у 1959 році було названо рід грибів Tieghemiomyces родини Dimargaritales).
У 1909 році ван Тігем на знак визнання його внеску в ботаніку отримав звання командора ордена Почесного легіону.

## Окремі публікації
- Recherches comparatives sur l'origine des membres endogènes dans les plantes vasculaires, 1889
- Eléments de botanique, 1886 2nd. ed. 1891, 2 vols., 3rd. ed. 1898, 4 vols. 5th ed. 1918
- Traité de botanique 1884, 2nd ed. 1891
- L'Oeuf des Plantes considéré comme base de leur Classification, 1901.
- Nouvelles observations sur les Ochnacées, 1903
- Sur les Luxembourgiacées, 1904
- Travaux divers: Pistil et fruit des Labiées, Boragacées et des familles voisines: Divers modes de Placentation: Anthères hétérogènes. : Une graminée à rhizome schizostélique: A propos de la Strasburgérie, 1907[20]